# 永嘉 (西晋)
永嘉（307年-313年四月）是西晋皇帝晋怀帝司馬熾的年号，共计7年。至永嘉五年，由司馬越掌握實權。
永嘉七年四月晉懷帝死，晉愍帝司馬鄴即位，改元建兴元年。

## 纪年
| 永嘉 | 元年     | 二年          | 三年          | 四年          | 五年          | 六年  | 七年  |
| ---- | -------- | ------------- | ------------- | ------------- | ------------- | ----- | ----- |
| 公元 | 307年    | 308年         | 309年         | 310年         | 311年         | 312年 | 313年 |
| 干支 | 丁卯     | 戊辰          | 己巳          | 庚午          | 辛未          | 壬申  | 癸酉  |
| 成汉 | 晏平二年 | 三年          | 四年          | 五年          | 玉衡元年      | 二年  | 三年  |
| 前赵 | 元熙四年 | 五年 永凤元年 | 二年 河瑞元年 | 二年 光兴元年 | 二年 嘉平元年 | 二年  | 三年  |

## 参看
- 中国年号索引
- 其他时期使用永嘉的年号
- 同一时期存在的其他政权的年号

| 前一年號： 光熙 | 中国年号 | 下一年號： 建兴 |